# Complexe argilo-humique
Pour les articles homonymes, voir CAH.
 (janvier 2013).
Si vous disposez d'ouvrages ou d'articles de référence ou si vous connaissez des sites web de qualité traitant du thème abordé ici, merci de compléter l'article en donnant les références utiles à sa vérifiabilité et en les liant à la section « Notes et références ».

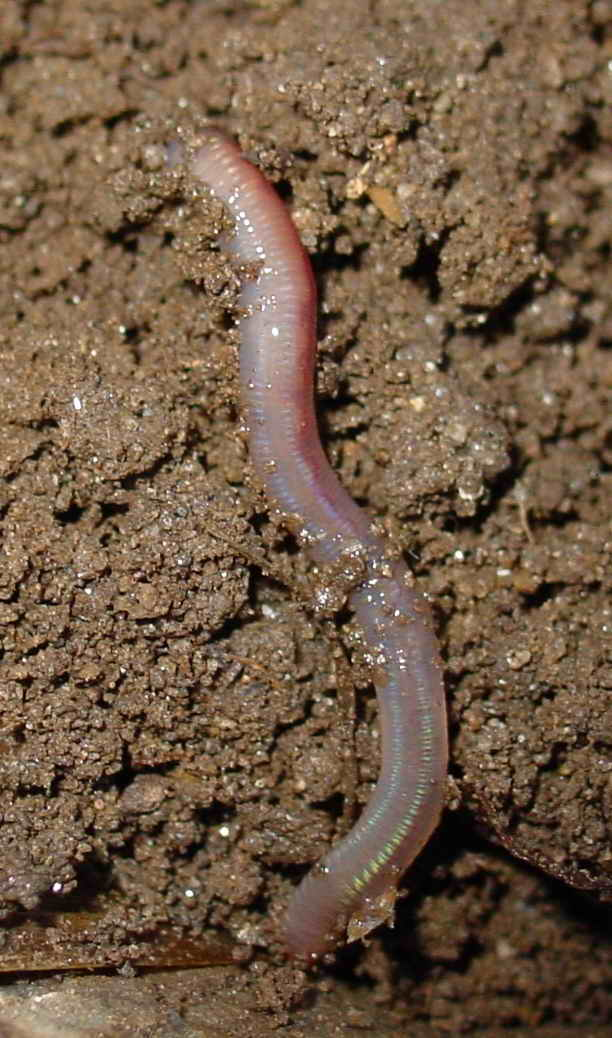
Le tube digestif du ver de terre est muni d'un organe spécial, liant entre elles les micelles de matière organique aux micelles argiles, notamment en turricules.

Un complexe argilo-humique (CAH) est une association de colloïdes de matière organique (humus) et de matière inorganique (argiles minéralogiques) chargés négativement, ainsi que d'ions minéraux chargés positivement (cations) liant l'humus et l'argile entre eux et formant les agrégats constitutifs du sol,.
Il s'agit d'un complexe adsorbant qui a la propriété de retenir des cations présents dans le sol (Mg2+, Ca2+, K+, H+, Na+, NH4+, etc.) par des interactions électrostatiques. Ces éléments chargés positivement peuvent alors attirer des anions ou groupements anioniques, notamment les phosphates PO43−. La capacité d'échange cationique correspond à la somme des cations que le sol peut échanger.
Cette liaison « argile + éléments minéraux + humus» est un des nombreux phénomènes qui participent à la pédogenèse. La profondeur et l'importance de la formation des complexes varient selon la nature des argiles et de l'humus, ainsi que le type de liaison impliquée dans la formation du complexe. Des facteurs environnementaux tels que le pH et le climat entrent aussi en compte,.
La floculation des colloïdes argileux et humiques forme ainsi des agrégats qui favorisent une structure aérée et la capacité de rétention en eau (stockage hydrique suffisant) du sol. Ils limitent aussi l'entraînement vers le fond du profil pédologique par les eaux d'infiltration, ou vers les eaux continentales voisines (cours d'eau, lacs) par des eaux de ruissellement, des argiles de surface (lessivage des suspensions colloïdales argileuses dispersées si les cations manquent) et des sels minéraux essentiels à la plante (lixiviation des cations), ce qui représente un facteur essentiel de la fertilité des sols.

## Modalités de complexation

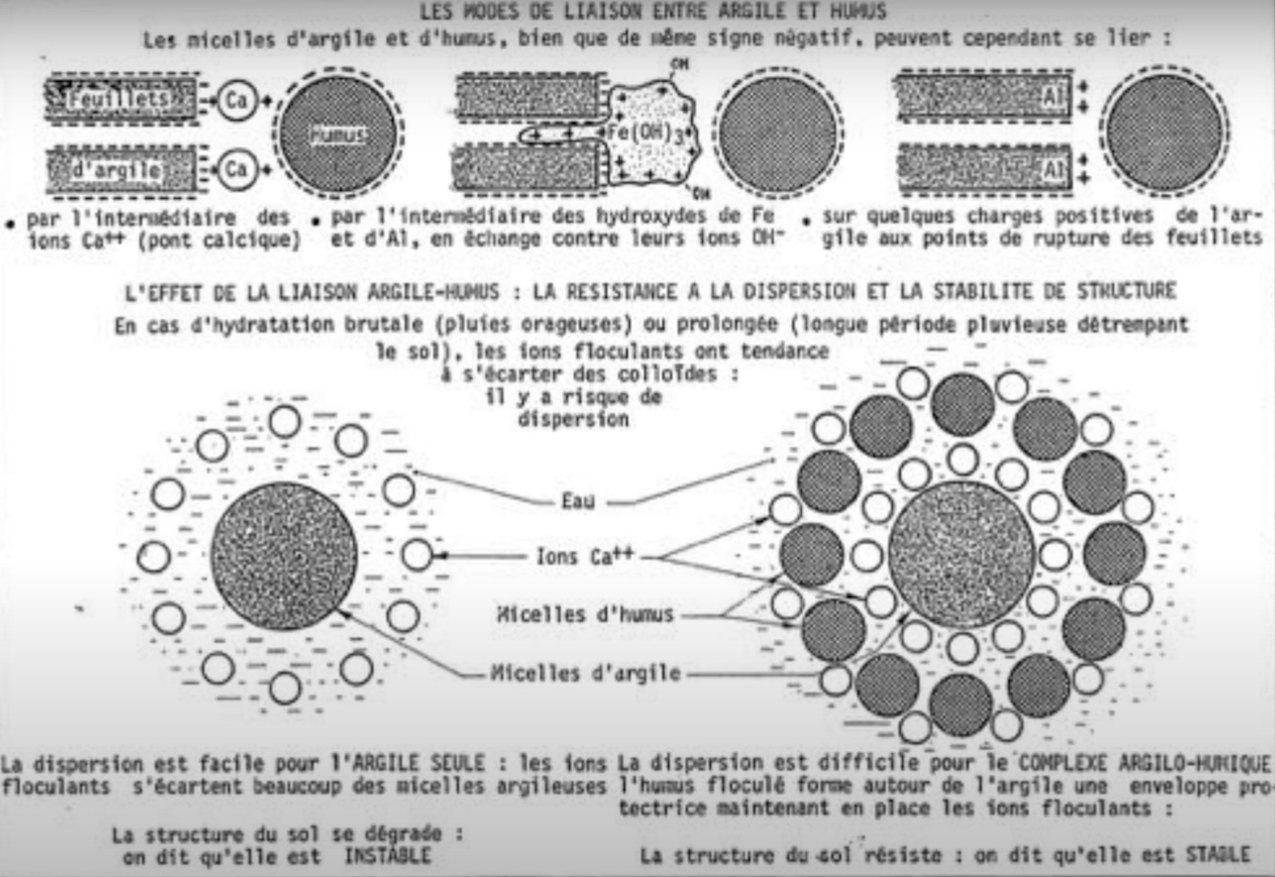
Les molécules d'humus, électronégatives comme celles de l'argile, ne peuvent se fixer sur elles. Pourtant, elles peuvent s'associer en un complexe, selon trois modes de liaison.

Dans le milieu, les colloïdes d'argiles et d'humus sont agités de mouvements browniens et se repoussent mutuellement en raison de leurs charges négatives. Ces particules sont alors dites dispersées,. Cependant, elles peuvent s'agréger au cours d'un processus nommé la floculation,,. Les réactions de sorption et de désorption, à l'origine des processus de floculation et de dispersion, sont plus ou moins réversibles au cours du temps. À ce jour, on connaît trois modalités d'agrégation : 
1. La formation de ponts cationiques entre les colloïdes d'argiles et d'humus[1],[4],[5],[8]. Ces liaisons mettent en jeu, selon les conditions du sol, des cations bivalents hydratés tels que Ca2+ et Mg2+[5],[8]. Les complexes les plus solides qu'on observe sont basés sur des ponts calciques formés dans les sols calcaires ou dans les sols chaulés[5],[7],[8]. Elles confèrent au sol une résistance à la dispersion par l'eau et à la minéralisation de l'humus à l'ensemble[5]. Seul, le cation Mg2+ aurait plutôt tendance à disperser les colloïdes[5],[8]. En effet, Mg2+ est plus hydraté que Ca2+. La neutralisation des charges positives portées par Mg2+ par les molécules d'eau amoindrissent son pouvoir foculant[5]. Cependant, associé à Ca2+ qui se retrouve en quantités supérieures dans la majorité des sols, Mg2+ provoque la floculation[5],[8]. Enfin, l'apport privilégie du calcium par les amendements calciques ou calcomagnésiens s'explique par le fait que cet élément est peu biodisponible interférence réduite avec les racines des plantes et les animaux du sol)[9].
2. La liaison par l'intermédiaire des hydroxydes de fer ou d'aluminium chargés positivement[4],[5],[10],[11] en milieu acide. Ce mode de fixation, moins stable que le pont calcique, met en jeu des cations trivalents hydratés tels que Fe3+, Al3+ (cations issus essentiellement de l'altération des minéraux ferromagnésiens)[12]. Il est surtout celui que l'on observe dans les sols bruns des régions tempérées : au fil des siècles, la lixiviation cause leur appauvrissement en calcium qui est remplacé par le fer moins soluble et le magnésium libérés par l'attaque de la roche-mère[5],[10],[11].
3. L'adsorption par fixation directe des colloïdes d'humus chargés négativement sur des sites chargés positivement obtenus aux points de rupture des feuillets d'argile[4],[5], quand la fracture d'un feuillet de silice ou d'un feuillet d'alumine fait apparaître une charge positive[5]. Ces sites de fixation sont moins nombreux que les précédents.

L'enveloppe protectrice formée par l'eau retenue par les colloïdes d'humus autour des argiles prévient la dispersion des particules d'argiles en cas de précipitations.
En effet, tous les éléments métalliques se combinent facilement avec la matière organique (MO) pour former des complexes organo-métalliques [réf. nécessaire]. Leur présence et leur activité dépendent de la nature chimique (géochimie) des constituants géologiques. En dehors du fer, les métaux les plus abondants dans le sol sont l’aluminium et le manganèse. Leurs combinaisons avec la MO sont moins intéressantes que celles à base de fer car, d’un côté, la liaison avec l’aluminium est très forte et provoque un blocage de la MO et, de l’autre côté, celle avec le manganèse est trop instable [réf. nécessaire] et sensible au lessivage. Les métaux sont d’autant plus mobiles que le milieu est acide et leur surabondance entraîne des problèmes de toxicité pour l’activité microbienne et pour la croissance des plantes.
De plus, la pellicule d'humus prévient également la dissolution des particules argileuses tandis que le complexe préserve la dégradation de la matière organique.

## Propriétés des complexes argilohumiques

Modélisation du complexe argilohumique et d'ions adsorbés

Le complexe argilo-humique a la propriété d'être fortement adsorbant, ce qui lui permet de fixer de nombreux minéraux ; 
cette liaison « argile + éléments minéraux + humus » s'appelle la « complexolyse » car elle peut arracher des ions aluminium ou fer à des minéraux. C'est un des nombreux phénomènes qui participent à la pédogenèse. La profondeur et l'importance de ce phénomène varient selon le climat, le pH du sol et la qualité des argiles et des humus en présence[réf. nécessaire].
Les propriétés adsorbantes de ces complexes sont agronomiquement intéressantes et même vitales, car seuls ces complexes sont capables de fixer dans le sol des cations qui sont des nutriments pour les plantes, qui seraient sans cela mobiles dans le sol, voire dans l'air ou la pluie : Fe3+, Al3+, Mg2+, Ca2+, K+, protons H+ qui peuvent alors attirer des anions ou groupes anioniques, notamment les phosphates PO43− qui, par cette fixation, forment des composés insolubles, d'où les problèmes d'assimilabilité du phosphore.
Si le groupement ionique est composé d'ions calcium (Ca2+), il prendra le nom de pont calcique [réf. nécessaire].
Cette même propriété a une grande valeur du point de vue écotoxicologique [réf. nécessaire]; ces complexes peuvent en effet fixer, c'est-à-dire provisoirement « inerter » des cations toxiques (métaux lourds, autres métaux toxiques ou radionucléides…), qui ne sont alors plus solubles dans l'eau ou dans l'air et qui sont de la sorte moins biodisponibles pour la flore [réf. nécessaire].
Le complexe argilo-humique est mieux hydraté que ne pourraient l'être les micelles d'argile ou humiques, au bénéfice de la faune et microflore du sol qui produisent ce complexe (et au bénéfice de l'agriculture).
Une hydratation minimale est d'ailleurs nécessaire à la stabilité de ce complexe (la désertification s'accompagne de la destruction de ces complexes)[réf. nécessaire].
| Argile (fraction minérale) charge | ← | ions minéraux (échange permanent d'ions) charge | → | Humus (fraction organique) charge |

## Activité biologique
L'accrochage des argiles (charge négative) avec l'humus (charge négative) se fait par des ions positifs. Cependant, cette liaison est électrique et instable, notamment en présence d'eau. Un CAH qui n'aurait que les liaisons électriques des ions positifs pour tenir, ne tiendrait pas longtemps. C'est un CAH instable.
L'activité biologique vient enrober les éléments "argile + humus + ions" dans une colle humique que l'on appelle glomaline conduisant ainsi à stabiliser le complexe en le rendant résistant à la dégradation par l'eau. Cette liaison du CAH est principalement réalisée dans le tube digestif des vers de terre mais aussi (probablement) par d'autres individus. Ici, les champignons jouent (surtout les champignons mycorhiziens de l'ordre des Glomérales) car ils sont des producteurs de glomalines. D'où la grande importance d'un apport de bois raméal fragmenté (BRF) et de cultiver des plantes à mycorhizes pour favoriser la production de colles humiques et stabiliser les agrégats, d'où aggradation.
Les sols permettant la création de CAH doivent donc disposer :
1. d'une argile de bonne qualité (montmorillonite) ;
2. de matières organiques fraîches à dégradation lente et rapide (humus) ;
3. d'ions positifs au pouvoir floculant (Ca2+ > H+ > Mg2+ > K+ > Na+) ;
4. d'être vivants (pédofaune, plantes symbiotiques) pour mélanger le tout ;
5. d'un système d'irrigation et de drainage agricole permettant que l'eau soit présente sans l'être en excès (asphyxie).

La capacité des sols à former des complexes argilo-humiques et constituer un réservoir d'éléments nutritifs pour la plante peut être mise en évidence par une expérience consistant à verser différents échantillons de terre dans deux entonnoirs munis d'un filtre (dans le premier entonnoir, on ajoute de l'éosine qui doit sa couleur à des anions, dans le deuxième une solution de bleu de méthylène qui doit sa couleur à des cations). Le filtrat rouge à la sortie du premier entonnoir montre que les anions ne sont pas fixés par la terre. Le filtrat incolore à bleu transparent (selon l'échantillon) à la sortie du second entonnoir montre que le CAH fixe plus ou moins les cations. Si on rajoute une solution de chlorure de calcium, le filtrat est d'un bleu plus foncé que le précédent, suggérant que les cations fixés sur le CAH sont échangeables.
Ces sols n'existent plus en agriculture ou jardinage quand les pratiques classiques de culture les ont dégradés. Généralement il manque toujours quelque chose ou tout. La meilleure voie consiste à influer la reconstruction naturelle du complexe. On peut jouer sur les pratiques suivantes :
- installation de couverts végétaux : apports d'azote et mobilisation des ions positifs en profondeur pour le développement bactérien et fongique et la production de glomaline ;
- apport de BRF : multiplication des vers de terre pour favoriser la remontée d'argiles en surface et apport de carbone pour permettre la multiplication des mycorhizes ;
- association judicieuse de plantes complémentaires aux plantes cultivées : biodiversité et rotations permettent une exploration plus large du sol par les racines ;
- couverture permanente du sol : amélioration de la réserve hydrique et  prolifération des microorganismes de surface ;
- limitation des pratiques culturales traumatisantes pour le sol (arrêt du labour et réduction ou élimination des pesticides) : protection des habitats naturels.

Dans tous les cas, il apparaît que le rôle de l'activité biologique est majeur. Pour construire des CAH dans un sol, il faudrait procéder ainsi, dans l'ordre : 
1. préserver les habitats ;
2. restituer des résidus organiques frais (« engrais verts » et/ou apporter du BRF) ;
3. éliminer les excès d'eau (drainage naturel du sol grâce aux racines et la présence de glomaline) ;
4. favoriser la vie du sol et notamment les vers de terre (digestion de la matière organique et remontée des argiles).